# Geraldo Martins
Pour les articles homonymes, voir Martins.
Geraldo Martins, est un économiste et homme d'État bissao-guinéen.

## Biographie
Ministre de l'Économie et des Finances dans les gouvernements de Domingos Simões Pereira et de Carlos Correia,.
Les élections législatives bissau-guinéennes de 2023 sont remportées par la coalition de la Plateforme de l'alliance inclusive-Terra Ranka (PAI-Terra Ranka) menée par le PAIGC qui arrive en tête et décroche la majorité absolue des sièges. Le Mouvement pour l'alternance démocratique G-15 (Madem G15) du président Umaro Sissoco Embaló arrive loin derrière en deuxième position. Le Madem G15 aurait souffert des luttes internes au parti ainsi que de l'incapacité du président à résoudre la chute des prix dans le secteur de la noix de cajou, dont la population tire une large part de ses revenus,. Le 28 juillet, Domingos Simões Pereira est élu président de l'Assemblée nationale populaire. Geraldo Martins est nommé Premier ministre le 7 août.
Dans la nuit du 30 novembre au 1er décembre 2023, de nombreux troubles éclatent entre l'armée et des forces de sécurité qui font deux morts, troubles qualifiés de « tentative de coup d'État » par le président Embaló après son retour de la COP28 le 2 décembre 2023. En réponse, celui-ci dissout le parlement le 4 décembre 2023. Le 12 décembre 2023, Umaro Sissoco Embalo reconduit Geraldo Martins au poste de Premier ministre, puis le congédie et le remplace une semaine plus tard, le 20 décembre, par Rui Duarte de Barros.